# توملیتسوالده
توملیتسوالده (به آلمانی: Thümmlitzwalde) یک شهر|شهرداری |شهر در آلمان است که در گریما واقع شده‌است. توملیتسوالده ۳٬۲۱۶ نفر جمعیت دارد.